# Акерабат
Акерабат (араб. عقيربات‎, англ. Uqayribat) — город в Сирии, административный центр одноимённого округа района Саламия провинции Хама.
Занимает стратегическое положение у западного подножья Джебель Балъас, на автомагистрали, соединяющей Пальмиру (в 100 км к юго-востоку) с городом Саламия на западе.

## История
Город был основан в 1900 году переселенцами из Пальмиры. Город уже вскоре стал центром сельскохозяйственного региона, который заселили бывшие кочевники-бедуины.
В 2018 году в Акерабате была найдена напольная мозаика, одна из крупнейших найденных на территории Сирии и уступающая по размерам только мозаике в Тайбет-эль-Имаме.

## Гражданская война
В 2014 году, в разгар гражданской войны, город был захвачен ИГИЛ.

### 2017
По информации министерства обороны РФ, 5 июля в результате авиаудара были уничтожены три крупных склада с оружием и боеприпасами, а также командный пункт террористов в районе города Акербат.
2 сентября Сирийская арабская армия отбила город у боевиков, но уже через неделю была вынуждена оставить значительную часть его территории.
15 сентября в результате контратаки при поддержке ВКС РФ и ЧВК "Вагнера" правительственные силы восстановили контроль над городом. Отряды ИГИЛ отступили на северо-восток провинции Хама.
По официальной информации МО РФ, в ходе боевых действий в районе Акербата было нанесено 329 авиаударов, в результате которых уничтожено более тысячи боевиков, 27 единиц бронетехники, 48 пикапов с установленным на них крупнокалиберным вооружением.